# José Vicente Arche Bermejo
José Vicente Arche Bermejo (Madrid, 12 de febrer de 1829 - [...?] 1885)
Va destacar aviat com a violinista, arribant a ser primer violí en les orquestres de diversos teatres madrilenys. Durant algun temps fou director d'orquestra en el Teatro de la Zarzuela.
Com a compositor va escriure nombroses sarsueles entre elles César y Bruto; Don Pompeyo en Carnaval; Los amores del diabló; Passió y muerte de Jesucristo (drama líric); De Ceres á Flora; El bautizo de un lugar, etc...
Per les coincidències de cognoms i dates de vida, podria ser germà del també músic Luis Vicente Arche y Bermejo (1815-1870).